# Jaani Dushman: Ek Anokhi Kahani
Jaani Dushman: Ek Anokhi Kahani est un film indien de Bollywood réalisé par Rajkumar Kohli sorti le 16 août 2002.
Le film met en vedette Sunny Deol, Sunil Shetty, Manisha Koirala et Akshay Kumar, le long métrage fut un succès moyen aux box-office.

## Distribution
- Sunny Deol : Karan Saxena
- Akshay Kumar : Atul
- Manisha Koirala : Vasundhara/Divya
- Sunil Shetty : Vijay
- Armaan Kohli : Kapil
- Raj Babbar : Joseph
- Amrish Puri : Sadhu
- Aftab Shivdasani : Prem Srivastav
- Aditya Pancholi : Ashok Kejriwal
- Sharad Kapoor : Victor
- Rajat Bedi : Rajesh
- Sonu Nigam : Vivek
- Arshad Warsi : Abdul
- Johnny Lever : Parwana
- Kiran Rathod : Seema
- Kiran Kumar : Inspecteur
- Aman Verma : Présentateur
- Rambha : Nitha

## Box-office
- Box-office en Inde : 98 500 000 roupies[1].